# Могилёвское реальное училище
Могилёвское Александровское реа́льное учи́лище — реальное училище в городе Могилёв, открытое 1 июля 1885 года. Название учебное заведение получило в честь 25-летия царствования Александра II. Здание училища было построено по проекту могилёвского губернского инженера В. С. Миляновского на пожертвования жителей.

## История
Подготовка к организации и созданию реального училища в Могилеве началась с 1879 года при активной поддержке губернатора А. С. Дембовецкого.
Уже в 1880 году простыми горожанами было пожертвовано около 70 тысяч рублей на создание данного учебного заведения. Для училища планировалось построить отдельное здание, проект которого был разработан губернским инженером Владиславом Семеновичем Миляновсим
Александровское реальное училище в Могилеве, названное так в честь 25-летия правления Александра II, было открыто 1 июля 1885 г. Училище заняло двухэтажное здание с полуподвальным этажом, возведенное из красного кирпича в формах эклектики. Здание училища сохранилось до наших дней, в середине ХХ ст. к нему было надстроено два этажа и частично изменен главный фасад, в настоящее время в нем размещается учебный корпус МГУ им. А. А. Кулешова
В первый год было зачислено на учебу 142 ученика. Училище содержалось за счет средств государственного казначейства, города, платы за обучение и других источников
Заслуживает также внимания фундаментальная библиотека училища, которая располагалась в актовом зале. Первоначально книгосбор включал 283
книги, 479 томов. В 1902 г. его объем увеличился до 1436 названий, 2914 томов. Ученическая библиотека комплектовалась с учетом возраста учащихся. В ее карточном каталоге за 1885 г. числилось 860 названий, 1239 томов, а к 1902 г. насчитывалось 1240 книг, 1873 тома. Собрания художественных книг благоприятствовало процессу воспитания учащихся через проведение литературных вечеров, ставших одной из форм внеклассной работы.
В Могилевском Александровском училище издавался журнал, носивший скромное название «Труд ученика», стихотворной публикацией в котором дебютировал русский прозаик, автор повести «Дикая собака Динго, или Повесть о первой любви» Рувим Исаевич Фраерман.
В течение первых трёх лет Могилёвское Александровское реальное училище работало по Уставу реальных училищ Министерства Народного Просвещения от 15 (27) мая 1872 года.
Согласно этому уставу, реальное училище представляло собой всесословное среднее учебное заведение открытого типа с шестигодичным курсом обучения и седьмым дополнительным классом. Акцент делался на естественные науки: химию, физику, математику, космографию, рисование, черчение, природоведение и другие.

## Некоторые факты о училище
- В училище принимали только мальчиков, независимо от социального происхождения и вероисповедания.
- Изначально училище было двухклассным, в течение следующих 4 лет открывалось по одному классу в год, в 1893 году был открыт седьмой класс, высший для реальных училищ.
- Первые четыре класса были общими, затем можно было перейти на химико-, механико-технологическое или коммерческое отделения.
- Кабинеты училища были хорошо оборудованы экспериментальными приборами и наглядными пособиями, работали библиотека и музыкальный класс.
- Реальное училище проработало в Могилёве 31 год, после Октябрьской революции этот тип учебных заведений был упразднён.

Некоторые выпускники училища: инженеры И. Подгородников и И. Рабинович, художник К. Гедда, педагог В. Игнатьев, писатель Р. Фраерман.
Адрес здания бывшего реального училища: ул. Комсомольская, 18 (площадь Орджоникидзе).
В дальнейшем в здании находились Могилёвское дошкольное педагогическое училище и Могилёвский государственный педагогический колледж. Сейчас в здании работает Социально-гуманитарный колледж при Могилёвском государственном университете.